# Heteromurini
Tribu
Les Heteromurini sont une tribu de collemboles de la famille des Orchesellidae.

## Liste des genres
Selon Checklist of the Collembola of the World (version du 24 août 2019) :
- Alloscopus Börner, 1906
- Dicranocentrus Schött, 1893
- Dicranorchesella Mari Mutt, 1977
- Falcomurus Mandal, 2018
- Heteromurus Wankel, 1860
- Heteromurtrella Mari Mutt, 1979
- Pseudodicranocentrus Mari Mutt, 1981
- Verhoeffiella Absolon, 1900

## Publication originale
- Absolon & Kseneman, 1942 : Troglopedetini. Vergleichende Studie über eine altertümliche höhlenbewohnende Kollembolengruppe aus den dinarischen Karstgebieten. Studien aus dem Gebiete der allgemeinen Karstforschung, der wissenschaftlichen Höhlenkunde, der Eiszeitforschung und den Nachbargebieten, vol. 16, p. 5–57.